# Meymac
 Meymac  (en occitano Maismac) es una comuna y población de Francia, en la región de Lemosín, departamento de Corrèze, en el distrito de Ussel. Es la cabecera del cantón de su nombre.
Su población en el censo de 2008 era de 2625 habitantes. Su aglomeración urbana se limita la propia comuna.
Está integrada en la Communauté de communes Ussel-Meymac-Haute-Corrèze .

## Demografía
| 2411 | 2410 | 2434 | 2523 | 2796 | 2627 | 2625 |
| Para los censos de 1962 a 1999 la población legal corresponde a la población sin duplicidades (Fuente: INSEE [Consultar]) |      |      |      |      |      |      |